# Damian Rączka
Damian Adam Rączka (Wodzisław Śląski, 1987. augusztus 5. –) lengyel labdarúgó, a német SV Scherpenberg hátvédje.

## Pályafutása

### Klubcsapatokban
Az FC Schalke 04 és a Borussia Mönchengladbach juniorcsapataiban játszott. Ez utóbbi második csapatával a 2006–07-es szezonban is szerepelt az Északi regionális ligában. A 2007–08-as szezonra visszatért az FC Schalke 04-hez, majd 1. FSV Mainz 05 második csapatához távozott. 2009 áprilisában a bolgár első osztályú Lokomotiv Mezdra klubhoz igazolt, ahol 2010 nyaráig találkozón játszott. Miután a csapata kiesett az első osztályból, visszatért Németországba, és kezdetben hat hónapig klub nélkül maradt, mielőtt szerződést írt alá az észak-türingiai bajnokságban szereplő FSV Wacker 90 Nordhausennel. A 2014–15-ös szezonban a Krefeld Oberliga VfR Fischeln csapatához csatlakozott. Három év után 2017-ben az SV Hönnepel-Niedermörmterhez került.

### A válogatottban
A 2007-es U20-as világbajnokságon a lengyel U20-as válogatottal vett részt.

## Fordítás
- Ez a szócikk részben vagy egészben  a   Damian Rączka című német Wikipédia-szócikk ezen változatának fordításán alapul.  Az eredeti cikk szerkesztőit annak laptörténete sorolja fel. Ez a jelzés csupán a megfogalmazás eredetét és a szerzői jogokat jelzi, nem szolgál a cikkben szereplő információk forrásmegjelöléseként.